# 库拉利纽斯
库拉利纽斯（葡萄牙語：Curralinhos）是巴西皮奥伊州的一个市镇。总面积362.793平方公里，总人口4114人，人口密度11.3人/平方公里。